# زلزال شارليفوا - كاموراسكا 1925
زلزال شارليفوا - كاموراسكا 1925 هو زلزالٌ وقعَ في بلدية مقاطعة شارليفوا الإقليمية ‏ في كندا بتاريخ 28 فبراير 1925.